# 漫威電影宇宙：第六階段
漫威電影宇宙：第六階段（英語：Marvel Cinematic Universe: Phase Six）是基於漫威漫畫出版物中的角色製作的超級英雄系列電影和電視劇，是漫威電影宇宙的第六階段，由漫威影業開發製作，計劃於2025至2027年上映。華特迪士尼工作室電影負責發行本階段的電影項目，影集以及電視特輯均於Disney+首播。凱文·費吉擔當電影項目的製片人，並擔當影集和電視特輯的執行製片人。
本階段已公佈的電影包括群像电影《驚奇4超人：第一步》、《復仇者聯盟：末日之戰》、《復仇者聯盟：秘密戰爭》以及湯姆·霍蘭德領銜主演的《蜘蛛人：重生日》。第四階段至第六階段合稱為「多重宇宙傳奇」系列。

## 開發
早在2014年，漫威影業總裁凱文·費吉表示已經將漫威電影宇宙故事線規劃至2028年。2019年7月，凱文·費吉在聖地牙哥國際漫畫展上宣布漫威影業正在開發一部《驚奇4超人》電影，並於2020年12月正式確認開發。當時《驚奇4超人》被認為是第四階段電影的一部分。2021年6月，漫威宣布除了《無限可能：假如…？》之外，還計劃開發至少三部動畫影集。11月，漫威影業正式確定開發動畫影集《蜘蛛人：你的友好鄰居》和《無限可能：假如…？》的衍生動畫影集《喪屍英雄》。當月中旬，《好萊塢報導》稱漫威正與史嘉蕾·喬韓森合作開發新項目，喬韓森擔當製片人。月底，製片人艾米·帕斯卡透露索尼影業和漫威計劃至少再製作三部蜘蛛人系列電影，汤姆·赫兰德回歸繼續出演「蜘蛛人」彼得·帕克。12月，漫威正式確定開發製作《尚氣與十環傳奇》的續集電影，德斯汀·丹尼爾·克雷頓回歸執導影片，並擔當編劇。丹尼爾·克雷頓與漫威影業簽訂多年合作協議，還將為漫威開發一部喜劇類型的Disney+影集，影集的製作公司包括漫威影業以及丹尼爾·克雷頓創立的。同月，漫威影業和索尼開始籌備開發《蜘蛛人4》的主線故事情節。
2022年4月，凱文·費吉表示他和漫威影業正展開三年來來的第一次的座談會議，規劃漫威電影宇宙未來10年的發展。費吉在7月的聖地牙哥國際漫畫展上宣佈《驚奇4超人》將成為第六階段的第一部電影，該階段將以兩部均於2025年上映的群像電影《復仇者聯盟：康之王朝》和《復仇者聯盟：秘密戰爭》結束，第四階段至第六階段合稱為「多重宇宙傳奇」系列。費吉指雖然並非第六階段或前兩個階段中的所有項目皆將直接與更為宏大的多元宇宙劇情聯繫，但將會交織在一起引至《秘密戰爭》的各故事線為“漫威電影宇宙的一個全新方面”。9月，萊恩·雷諾斯宣佈《死侍與金鋼狼》将于2024年9月6日上映，該片因而取代《驚奇4超人》成為第六階段的首部電影。2022年10月，漫威影業調整了第六階段各部電影的上映日期。2023年2月初，迪士尼首席执行官羅伯特·艾格宣布公司將重新評估輸出量，作為未來幾年削減成本的一種方式。隨後，費吉在回顧短期內的第四階段Disney+發佈量時，預計漫威影業會考慮將第五和第六階段Disney+影集的發佈時間隔開或每年減少發佈項目，以“讓它們全都有機會發光發熱”。2023年6月，受2023年美國編劇協會大罷工影響，漫威影業再度調整了第五和六階段各部電影的上映日期，而《死侍與金鋼狼》確定為第五階段的電影。
2023年11月，隨著演員工會罷工結束，漫威影業重新調整了第五和六階段部分電影的上映日期。2023年12月，原定於《康之王朝》回歸出演征服者康的喬納森·梅傑斯因騷擾罪和襲擊罪兩項罪名成立，被迪士尼和漫威影業解僱，《復仇者聯盟：康之王朝》片名暫時改回《復仇者聯盟5》。2024年7月，宣布《驚奇4超人》更名為《驚奇4超人：第一步》，而《復仇者聯盟：康之王朝》更名為《復仇者聯盟：末日之戰》，同時宣布小勞勃·道尼將在《末日之戰》和《秘密戰爭》飾演新反派「末日博士」維克多·馮·杜姆。2024年10月，迪士尼將《刀鋒戰士》從上映檔期中撤下。索尼排定《蜘蛛人：重生日》於2026年7月24日上映。2025年2月，索尼將《蜘蛛人：重生日》的上映日期延後一週至2026年7月31日上映。2025年5月，迪士尼延後了《末日之戰》和《秘密戰爭》的上映日期至2026年12月18日以及2027年12月17日。

## 電影
| 序 | 電影                     | 美國上映日期   | 導演                 | 編劇 | 監製                                | 狀態   |
| -- | ------------------------ | -------------- | -------------------- | --- | ----------------------------------- | ------ |
| 37 | 《驚奇4超人：第一步》    | 2025年7月25日  | 麥特·夏克曼          | 傑夫·卡普蘭（ ） 伊恩·斯普林格（ ） 喬許·費德曼 （ 英语 ： Josh Friedman） 卡麥隆·斯奎雷斯（ ） 艾瑞克·皮爾森 彼得·卡麥隆（ ） [ 33 ] [ 34 ] | 凱文·費吉                           | 已上映 |
| 38 | 《蜘蛛人：重生日》       | 2026年7月31日  | 德斯汀·丹尼爾·克雷頓 | 克里斯·麥肯納 艾瑞克·桑默斯 [ 35 ]                                                                                              | 凱文·費吉 艾米·帕斯卡 （ 英语 ： Amy Pascal） | 拍攝中 |
| 39 | 《復仇者聯盟：末日之戰》 | 2026年12月18日 | 羅素兄弟             | 麥可·沃爾德倫 史蒂芬·麥費利 [ 26 ]                                                                                              | 凱文·費吉 羅素兄弟                  | 拍攝中 |
| 40 | 《復仇者聯盟：秘密戰爭》 | 2027年12月17日 | 羅素兄弟             | 麥可·沃爾德倫 史蒂芬·麥費利 [ 26 ]                                                                                              | 凱文·費吉 羅素兄弟                  | 開發中 |

此外，還有一部未公佈電影定於2027年7月23日上映。

### 《驚奇4超人：第一步》（2025年）

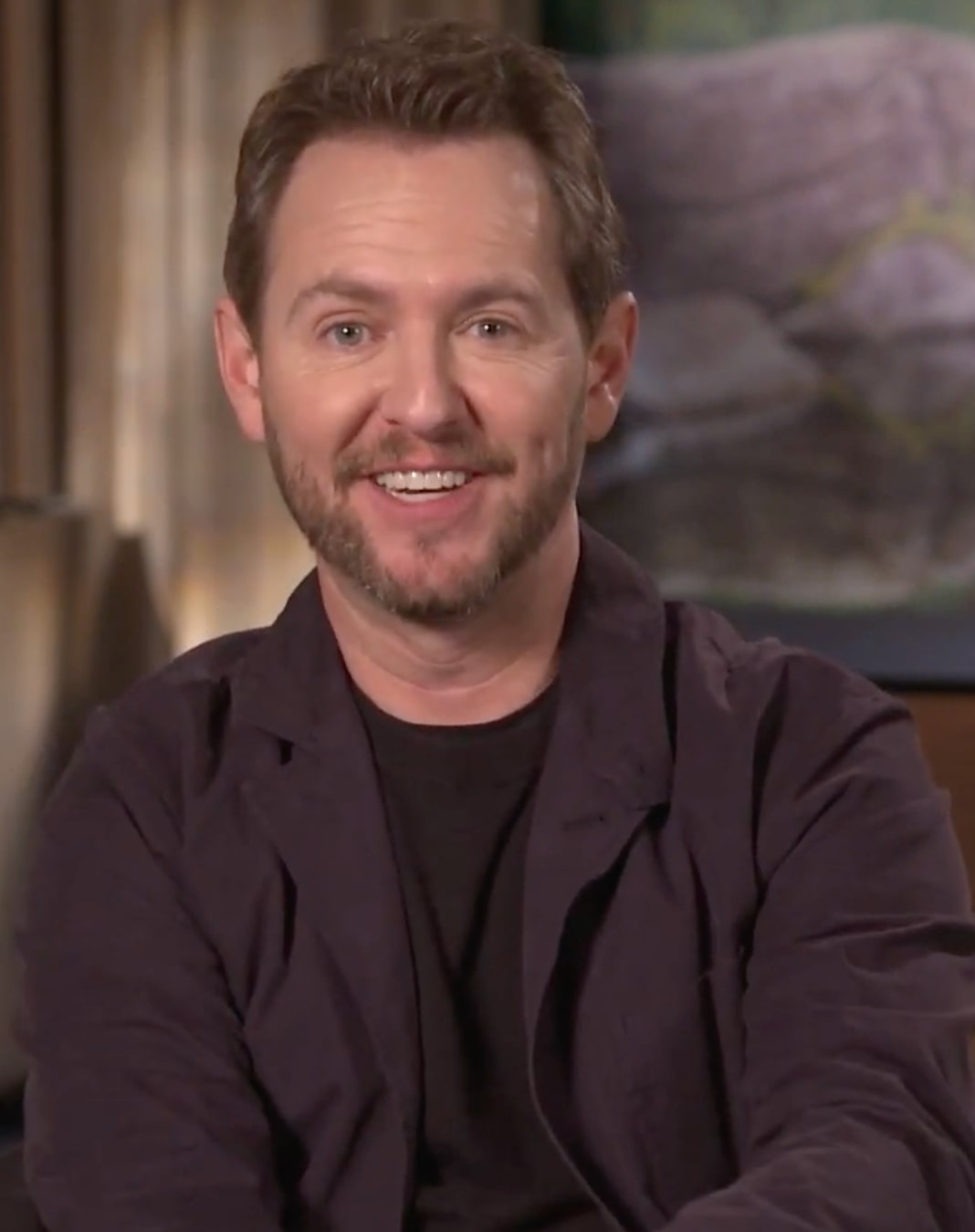
《驚奇4超人：第一步》的導演麥特·夏克曼

2019年7月，凱文·費吉在聖地牙哥國際漫畫展上宣佈驚奇4超人將加入漫威電影宇宙，並圍繞該團隊製作相關電影。2020年12月，迪士尼在投資者會議上公佈影片將由強·華茲執導。2022年4月，強·華茲辭去導演的職務。同年8月，有望執導電影的2021年影集《汪達幻視》的導演麥特·夏克曼與漫威進入早期商談階段。9月，在D23博覽會上，漫威影業正式宣佈夏克曼將執導電影。同月，傑夫·卡普蘭（Jeff Kaplan）和伊恩·斯普林格（Ian Springer）確認執筆劇本。2023年3月，喬許·費德曼獲聘重寫劇本。2024年2月，漫威影業公布正式選角，分別由佩德羅·帕斯卡飾演「驚奇先生」李德·理查茲、凡妮莎·寇比飾演「隱形女」蘇珊·史東、約瑟夫·奎因飾演「霹靂火」強尼·史東、艾邦·摩斯-貝克許飾演「石頭人」班·格林姆。影片的主體拍攝於2024年8月開機。《驚奇4超人：第一步》定於2025年7月25日在美國上映。

### 《蜘蛛人：重生日》（2026年）

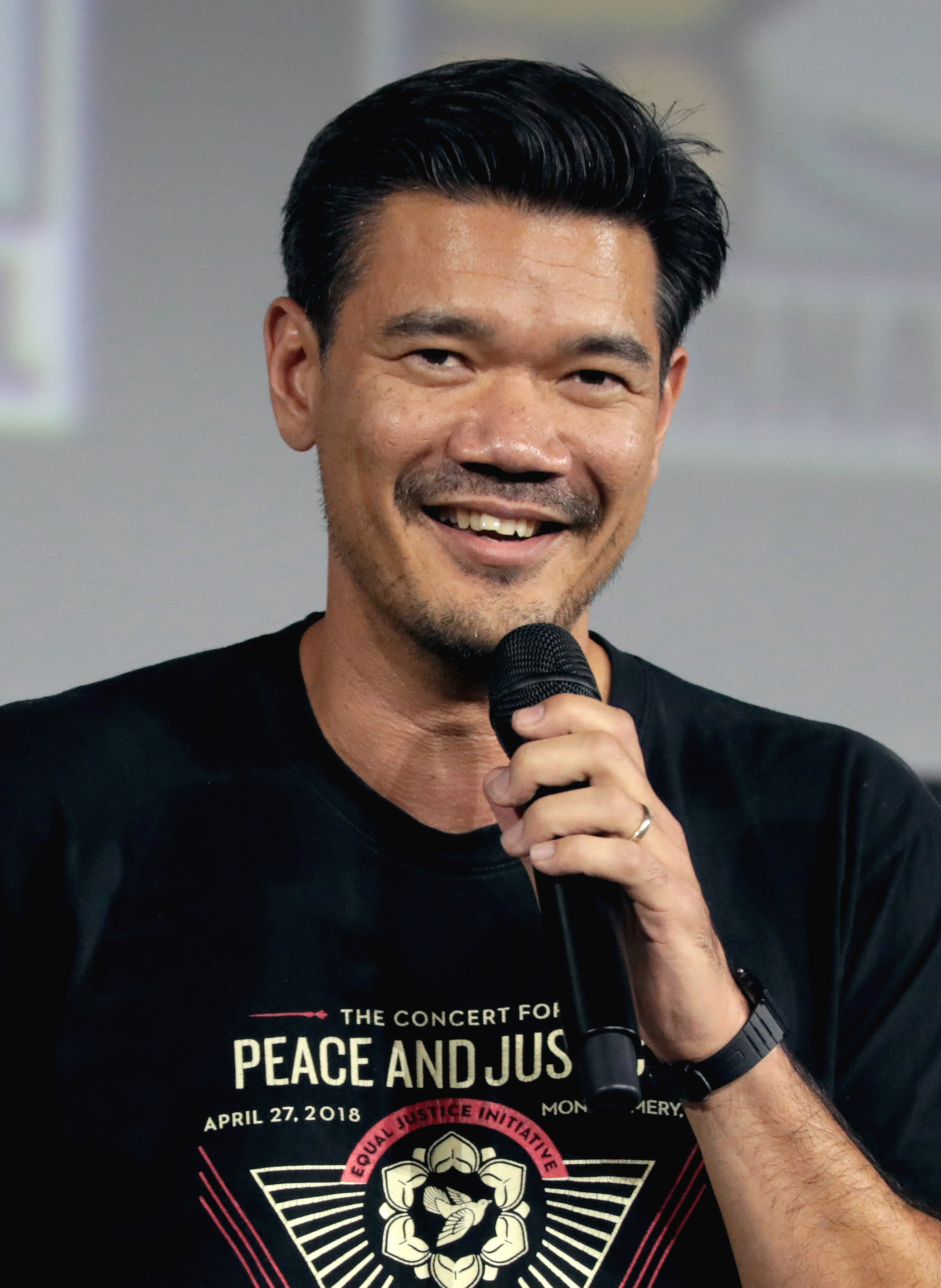
《蜘蛛人：重生日》的導演德斯汀·丹尼爾·克雷頓

2019年8月，哥倫比亞影業和漫威影業籌劃製作2021年電影《蜘蛛人：無家日》的續集電影，即漫威電影宇宙中蜘蛛人系列電影的第四部作品。2021年11月，製片人艾米·帕斯卡透露索尼和漫威影業計劃至少再製作三部蜘蛛人系列電影，《蜘蛛人4》是汤姆·赫兰德出演新三部曲的首部影片。2021年12月，漫威影業和索尼開始籌備開發《蜘蛛人4》的主線故事情節。2023年2月，克里斯·麥肯納和艾瑞克·桑默斯開始編寫劇本。2024年9月，德斯汀·丹尼爾·克雷頓正與漫威進行早期洽談，並於10月確認執導《蜘蛛人4》。2025年3月底，公布正式片名為《蜘蛛人：重生日》(Spider-Man: Brand New Day）。主體拍攝於2025年8月開始進行。《蜘蛛人：重生日》定於2026年7月31日在美國上映。
強·柏恩瑟、馬克·盧法洛和麥可·曼多分別回歸飾演「制裁者」法蘭克·卡索、「浩克」布魯斯·班納和「蠍子人」麥克·加根。

### 《復仇者聯盟：末日之戰》（2026年）

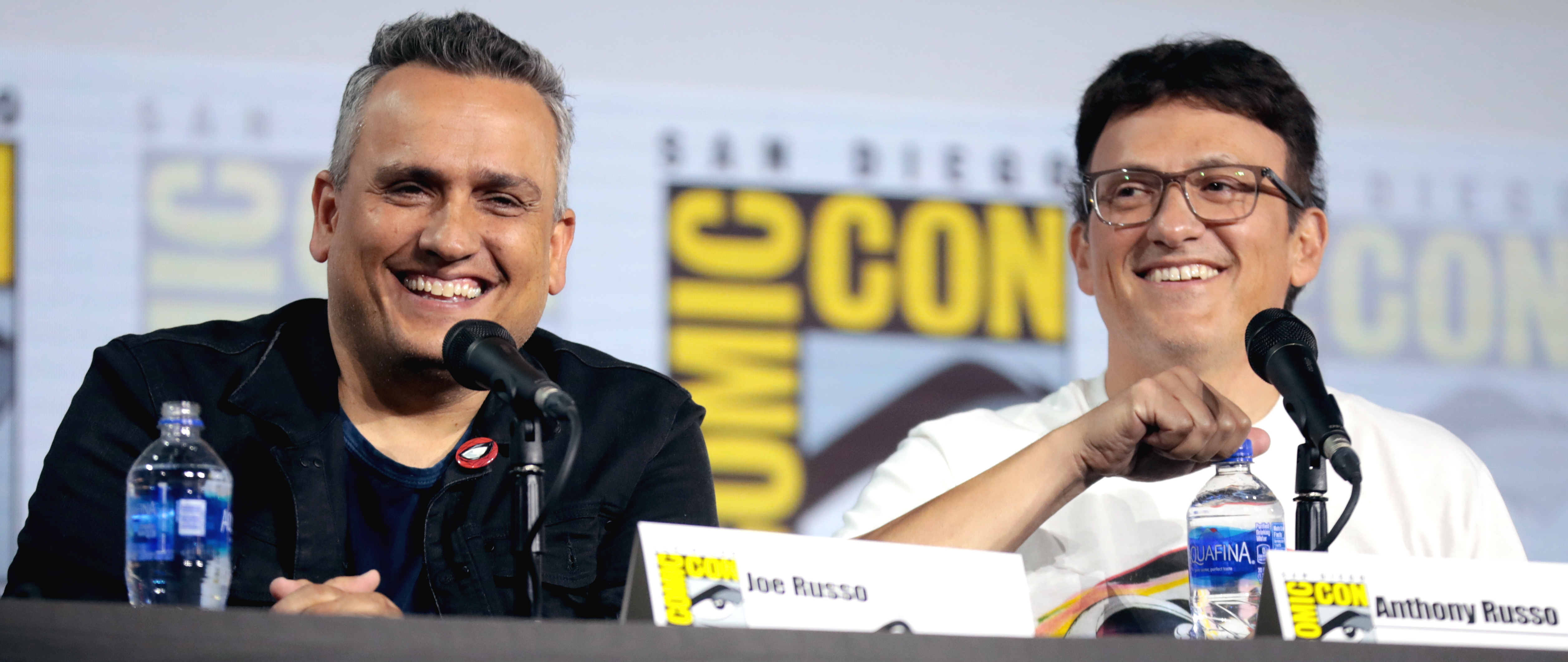
《復仇者聯盟：末日之戰》及《復仇者聯盟：秘密戰爭》的導演羅素兄弟

2022年7月，凱文·費吉在聖地牙哥國際漫畫展上宣佈正在開發《復仇者聯盟5》，當時命名為《復仇者聯盟：康之王朝》（Avengers: The Kang Dynasty）。幾天後，據報導德斯汀·丹尼爾·克雷頓將擔任導演職務。2022年9月，《蟻人與黃蜂女：量子狂熱》编剧杰夫·洛夫尼斯确认执笔剧本。2023年11月，克雷頓辭去導演一職，而洛夫尼斯不再參與劇本創作。喬納森·梅傑斯原定將回歸出演征服者康，但他於2023年12月被解僱。2024年7月，漫威影業在2024年聖地亞哥國際漫畫展上宣布《復仇者聯盟：康之王朝》正式更名為《復仇者聯盟：末日之戰》（Avengers: Doomsday），羅素兄弟回歸執導《復仇者聯盟：末日之戰》以及《復仇者聯盟：秘密戰爭》，史蒂芬·麥費利回歸編寫劇本，小勞勃·道尼將於兩部電影中出演反派「末日博士」維克多·馮·杜姆。主體拍攝於2025年4月至8月開始進行。2025年3月26日，漫威影業公布部份選角，確定驚奇4超人及雷霆特攻隊的成員將出現於影片中。《復仇者聯盟：末日之戰》定於2026年12月18日在美國上映。

### 《復仇者聯盟：秘密戰爭》（2027年）
2022年7月，凱文·費吉在聖地牙哥國際漫畫展上宣佈正在開發《復仇者聯盟：秘密戰爭》。10月，《奇異博士2：失控多重宇宙》以及《洛基》第一季的首席編劇麥可·沃爾德倫確認執筆劇本。喬納森·梅傑斯原定回歸出演征服者康，但他於2023年12月被解僱。2024年7月，漫威影業在2024年聖地亞哥國際漫畫展上宣布羅素兄弟回歸執導，史蒂芬·麥費利回歸編寫劇本，小勞勃·道尼將於兩部電影中出演反派「末日博士」維克多·馮·杜姆。《復仇者聯盟：秘密戰爭》計劃於2027年12月17日在美國上映，並將會是第六階段以及整個多重宇宙傳奇的最後一部電影。
驚奇4超人及雷霆特攻隊的成員將出現於影片中。

## 電視劇
所有影集均於Disney+首播：
| 劇集                   | 季數 | 集数 | 集数 | 上線日期      | 上線日期     | 首席編劇      | 導演                 | 狀態     |
| 劇集                   | 季數 | 集数 | 集数 | 首映          | 季终         | 首席編劇      | 導演                 | 狀態     |
| ---------------------- | ---- | ---- | ---- | ------------- | ------------ | ------------- | -------------------- | -------- |
| 《瓦干達之眼》         | 1    | 4    | 4    | 2025年8月1日  | 2025年8月1日 | 托德·哈裏斯   | 托德·哈裏斯          | 已完結   |
| 《喪屍英雄》           | 1    | 4    | 4    | 2025年10月3日 | 待定         | 贊伯·威爾斯   | 布萊恩·安德魯斯      | 製作中   |
| 《神力人》             | 1    | 8    | 8    | 2025年12月    | 待定         | 安德魯·蓋斯特 | 德斯汀·丹尼爾·克雷頓 | 後期製作 |
| 《夜魔俠：重生》       | 2    | 8    | 8    | 2026年3月     | 待定         | 待定          | 待定                 | 後期製作 |
| 《幻視探索》           | 1    | 8    | 8    | 2026年        | 待定         | 潔克·薛佛     | 待定                 | 後期製作 |
| 《你的友善鄰居蜘蛛人》 | 2    | 待定 | 待定 | 2026年        | 待定         | 傑夫·川默     | 待定                 | 製作中   |

### 《瓦干達之眼》（2025年）
2021年2月，漫威宣佈開發設定於虛構國家瓦干達的影集，由《黑豹》系列電影的編劇兼導演瑞恩·庫格勒開創。2021年5月，達娜·古瑞拉確定回歸出演漫威電影宇宙角色奧科耶，她是瓦干達王國的朵拉·米拉潔侍衛長，報道稱奧科耶為影集的主要角色。2023年1月，古瑞拉確認影集進行了相關討論。

### 《喪屍英雄》（2025年）
另一條分支時間線中的一群新生代英雄在世界爆發喪屍病毒後對戰喪屍。
2021年11月，漫威影業正式確定開發《無限可能：假如…？》的衍生動畫影集《喪屍英雄》。影片由布萊恩·安德魯斯（Bryan Andrews）執導、贊伯·威爾斯執筆劇本，改編自同名漫畫系列，為漫威第一部TV-MA動畫影集。

### 《神力人》（2025年）
2021年12月，德斯汀·丹尼爾·克雷頓與漫威影業簽訂多年合作協議，為漫威開發一部喜劇類型的Disney+影集。2022年6月，《THR》報導克雷頓的影集處於早期開發階段，名為《神力人》，故事圍繞「神力人」西蒙·威廉斯；安德魯·蓋斯特加入擔任首席編劇，克雷頓亦有望指導其中數集，主題拍攝預計於2023年3月開機。10月，葉海亞·阿巴杜-馬汀二世確認出演標題角色。
班·金斯利回歸出演2013年電影《鋼鐵人3》和2021年電影《尚氣與十環傳奇》中的角色崔佛·史萊特利。

### 《夜魔俠：重生》第二季（2026年）
第一季於2025年3月首播。

### 《幻視探索》（2026年）
白幻視試圖恢復記憶和人性。
2022年10月，一部名為《幻視探索》（Vision Quest）的白幻視個人影集確定處於開發階段，作為2021年影集《汪達幻視》的衍生作品。潔克·薛佛擔任首席編劇及執行製片人，保羅·貝特尼回歸出演白幻視。

## 備註
1. 1 2  當前譯名為暫定名稱，以便查詢。漫威影業仍未公佈官方英文片名或正式譯名。